# Obolcola hastata
Obolcola hastata är en fjärilsart som beskrevs av Fletcher 1963. Obolcola hastata ingår i släktet Obolcola och familjen mätare. Inga underarter finns listade i Catalogue of Life.